# Philipp Ackermann

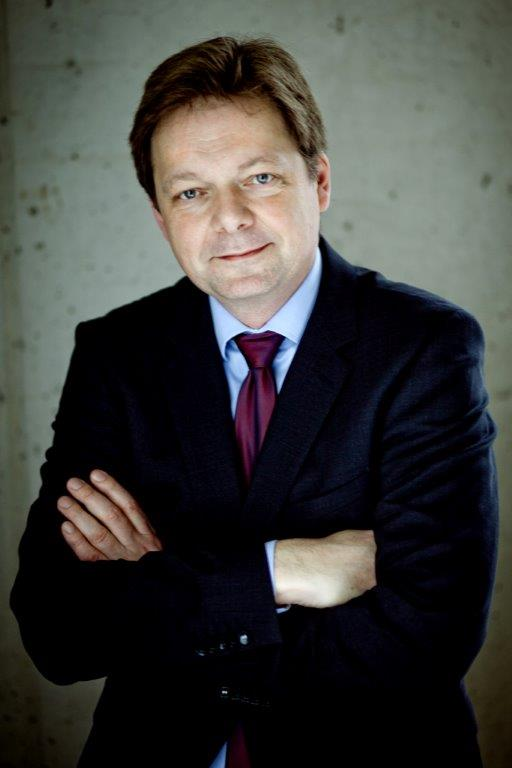
Philipp Ackermann, 2016

Philipp Friedrich Johannes Ackermann (* 24. Juni 1965 in Miltenberg am Main) ist ein deutscher Diplomat. Er leitet seit 2022 die Botschaft Neu Delhi als außerordentlicher und bevollmächtigter Botschafter in Indien mit Nebenakkreditierung im Königreich Bhutan.

## Leben
Philipp Ackermann wurde als Sohn des Ingenieurs Christoph Ackermann und dessen Frau Brita Katharina Maria, geb. Gräfin Stenbock Fermor, in Miltenberg geboren. Sein Vater war Vorstandsmitglied der Firma Villeroy & Boch. Nach dem Abitur am Johannes-Butzbach-Gymnasium in Miltenberg 1984 und anschließendem Wehrdienst studierte Philipp Ackermann Kunstgeschichte, Wirtschaftswissenschaften und Geschichte an den Universitäten Bonn, Heidelberg und Utrecht. Im Januar 1990 legte er in Bonn den Magister ab und wurde im Februar 1993 ebendort mit einer von Justus Müller Hofstede betreuten Arbeit über Textfunktion und Bild in Genreszenen der niederländischen Graphik des 17. Jahrhunderts promoviert.
Ebenfalls 1993 trat er ins Auswärtige Amt ein. Stationen seiner Karriere im Auswärtigen Dienst schließen einen Aufenthalt am niederländischen Außenministerium als Austauschdiplomat, eine dreijährige Tätigkeit als Presse- und Politikreferent an der Botschaft in Rabat und drei Jahre an der politischen Abteilung der Ständigen Vertretung Deutschlands bei den Vereinten Nationen in New York ein.
2002 berief ihn Außenminister Joschka Fischer als Redenschreiber in sein Ministerbüro. In dieser Position blieb er auch im ersten Jahr von Außenminister Frank-Walter Steinmeier. Ab Sommer 2006 leitete Philipp Ackermann das Provincial Construction Team in Kundus. Von 2007 bis 2010 war er der Leiter der politischen Abteilung der deutschen Botschaft in Neu-Delhi. Anschließend war er bis 2014 Leiter des Arbeitsstabs Afghanistan/Pakistan im Auswärtigen Amt und gleichzeitig Stellvertreter des Sonderbeauftragten der Bundesregierung für Afghanistan/Pakistan.
Von 2014 bis 2016 arbeitete Ackermann als Gesandter und stellvertretender Botschafter an der Botschaft Washington. 2016 wurde er Beauftragter für Nah- und Mittelost und Nordafrika im Auswärtigen Amt, 2017 wurde er zunächst kommissarisch, 2018 dann endgültig Leiter der politischen Abteilung 3.
Seit 2022 leitet Ackermann die Deutsche Botschaft Neu Delhi und erlangte in dieser Funktion Bekanntheit, als er 2023 zusammen mit dem Botschaftspersonal einen Tanz-Flashmob zum Oscar-prämierten Lied Naatu Naatu aufführte, was vom indischen Premierminister Modi positiv kommentiert wurde.

## Engagement
Philipp Ackermann war 2001 einer der Mitgründer der International Legal Foundation in New York, einer Nichtregierungsorganisation, die sich der Pflichtverteidigung für Mittellose in Post-Konfliktstaaten annimmt. Er war 15 Jahre im Vorstand dieser Organisation, u. a. als stellvertretender Vorsitzender.

## Schriften
- Textfunktion und Bild in Genreszenen der niederländischen Graphik des 17. Jahrhunderts. VDG, Verl. und Datenbank für Geisteswiss., Alfter 1993, ISBN 3-929742-24-1 (Zugl.: Bonn, Univ., Diss., 1993).